# Stocken (Osterzell)
Stocken ist ein Gemeindeteil der Gemeinde Osterzell im schwäbischen Landkreis Ostallgäu

## Geografie
Das Dorf Stocken liegt circa einen Kilometer südöstlich von Osterzell am Osthang des Hühnerbachtals. Das Dorf zieht sich entlang der Staatsstraße 2014.
Unmittelbar östlich erstreckt sich der Sachsenrieder Forst.

## Geschichte
Stocken wurde erstmals im 16. Jahrhundert besiedelt. Der Name Stocken leitet sich von Stocko (Baumstumpf) ab.
Oberhalb des Dorfes bei Mähder wurde damals Gerste, Dinkel und Hafer angebaut.

## Baudenkmäler
In Stocken befindet sich die katholische Kapelle St. Antonius von Padua aus dem Jahr 1859.